# Тысменицкая городская община
Тысменицкая городская общи́на (укр. Тисменицька міська громада) — территориальная община в Ивано-Франковском районе Ивано-Франковской области Украины.
Административный центр — город Тысменица.
Население составляет 28505 человек. Площадь — 246,3 км².

## Населённые пункты
В состав общины входят 1 город (Тысменица) и 18 сёл:
- Ольшаница
- Клубовцы
- Красиловка
- Липовка
- Марковцы
- Милованье
- Новая Липовка
- Новые Кривотулы
- Одаи
- Погоня
- Пшеничники
- Рошнев
- Слободка
- Старые Кривотулы
- Студинец
- Терновица
- Хомяковка
- Чернолозцы